# Carl Ostersetzer
Carl Ostersetzer (* 1865 in Brody; † 1914 in Wien) war ein österreichischer Genremaler.

## Leben und Werke
Ostersetzer war zeitweise in München tätig. Er malte eher kleinformatige Bilder, meist in Öl auf Holz oder auf Leinwand. Er signierte mit „C. Ostersetzer“.
Unter anderem schuf er Darstellungen von Handwerkern bei ihrer Tätigkeit bzw. in ihrem typischen Ambiente. Seine Darstellung eines Schmiedes wurde 2012 in der Fernsehsendung Kunst und Krempel begutachtet. Dabei wurde betont, dass die gemalte Schmiede in ähnlicher Form schon zwei bis drei Jahrhunderte vor der Zeit des Malers existiert haben könnte, aber nur wenige Jahrzehnte später der Vergangenheit angehören würde. Das Bild wurde als Abschied vom traditionellen kleinen Handwerker aus der Zeit des Übergangs zu großen Industriebetrieben interpretiert.
- Beim Instrumentenbauer
- Beim Talmud

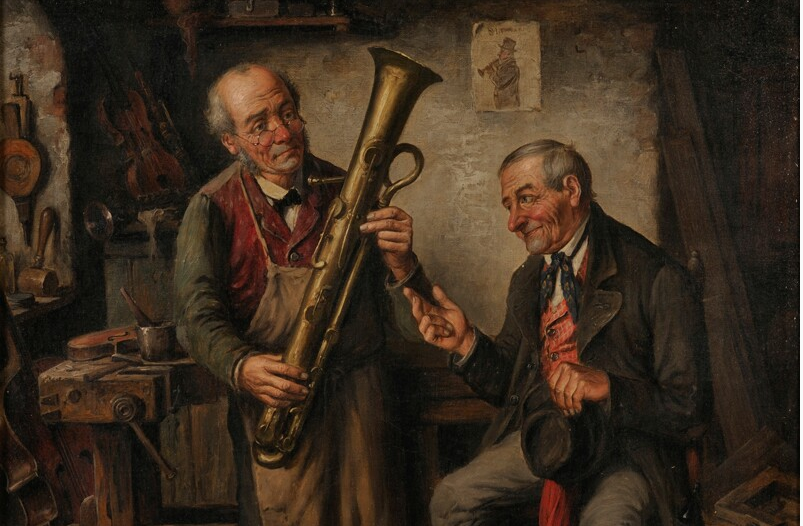
Beim Instrumentenbauer

- Ein Schulmeister vor einer Tafel mit seiner Karikatur, Schulmuseum Friedrichshafen.
- Jägerlatein[4]
- Die kleine Tänzerin[5]